# 小林鉄次郎 (棋士)
小林 鉄次郎（鐵次郎、こばやし てつじろう、1848年（嘉永元年） - 1893年（明治26年）11月7日）は、囲碁の棋士。江戸生まれ、井上松本因碩門下、七段。本因坊秀甫、中川亀三郎らと方円社を設立し、運営に手腕を発揮、また方円社四天王の一人と呼ばれた。

## 経歴
江戸麻布広尾に、旗本に仕えていた父の次男として生まれる。5、6歳頃に碁を覚え、隣家に安井算知の姉の宮井氏により服部正徹に師事、次いで11歳の時に井上松本因碩に入門。13歳で初段。以後順次四段に進む。また兄の別居により家督を継いだ。明治となって棋士の対局の機会が失われ、1869年（明治2年）に中川亀三郎、本因坊秀悦らとともに六人会発足に参加。1873年26歳で五段に進む。1876-77年に林秀栄と二十番後を打ち、互先から先相先に打ち込まれている。
1879年（明治12年）に中川、吉田半十郎らとともに、村瀬秀甫を招聘して方円社発足の中心人物となり、理事長に就く。師の因碩らが発足翌年に脱退した際には、秀甫に引き止められて方円社に残った。経営に腐心し、1880年に六段に推挙されるが、戦績は秀甫、水谷縫次、巌崎健造らに負け越しなど振るわず、ただし中川には1873年からの十番後で先から先互先（先相先）にまで進んだ。棋風は計数に明るく堅実、重厚とされる。
1890年に大阪方円分社の設立では、副社長を泉秀節として社長名義となる。1891年の因碩死去においては、高弟の小林が井上家相続と見られたが、方円社経営のためにこれを望まず、大塚亀太郎が井上家十四世を継ぐことになった。
1893年に脳溢血で急逝。方円社より七段を追贈。俳諧を嗜み、号を小哲とし、数日前の蜂須賀侯爵邸での句会での、
長月の月は長かれ菊の花
が辞世の句となった。天資温厚、方円社の実務では「幾多の碁客を統べ、一人怨嗟の声を発せしめず」と『坐隠談叢』にある。長男鍵太郎、その長男誠一も、三代で囲碁棋士。
- 小林鍵太郎（1875年-1935年）東京京橋生れ。父鉄治郎は棋才を見て棋士になることを禁じたが、父没後に棋界に身を投じ、18歳で初段。『囲碁雑誌』誌を刊行。日本棋院にも参加し追贈五段。
- 小林誠一（1914年9月8日-1998年5月31日）東京生れ。1931年に鈴木為次郎に入門。1935年入段。1964年五段。門下に宮崎洋。

## 著作
- 『小林癡仙碁跡』1884年（六人会での棋譜）
- 『囲碁大鑑 (上)(下)』日昌館 1893年（武田文八主著、中川亀三郎、小林鉄次郎、 巌埼健造と校閲）
- 『囲碁全書』博文館 1900年（小林鍵太郎編、鉄次郎の遺稿）
- 『評解囲碁定石』大倉書店 1907年（小林鍵太郎編、鉄次郎の遺稿）